# Cross (film, 2011)
Pour les articles homonymes, voir Cross.
Pour plus de détails, voir Fiche technique et Distribution.
Cross est un film fantastique d'action américain de 2011, écrit par Patrick Durham, John Sachar et Tanner Wiley. Il est sorti directement en vidéo.
Une suite appelée Cross Wars est parue en 2017.

## Synopsis
Quand de belles jeunes femmes commencent à disparaître mystérieusement des rues de Los Angeles, Callan (alias Cross) et sa bande d'experts en armement entrent en action pour nettoyer la ville de ses criminels. À l'aide d'une croix celtique qui lui donne un puissant pouvoir, Callan va devoir faire face à un démoniaque Viking immortel qui compte détruire l'humanité.

## Fiche technique
- Titre : Cross
- Réalisation : Patrick Durham
- Scénario : Patrick Durham, John Sachar et Tanner Wiley
- Sociétés de production : Truth and Grace Pictures, Soular Entertainment, Fat Monster Films, Four Horsemen Films, Morningstar Films, Tactical Media Productions, Truth and Grace Films
- Pays d'origine :  États-Unis
- Genre : Action, fantastique
- Durée : 105 minutes
- Date de sortie : 31 mai 2011

## Distribution
- Brian Austin Green : Callan
- Patrick Durham : War
- Michael Clarke Duncan : Erlik
- John Sachar : Shark
- Tom Sizemore : déctective Nitti
- Vinnie Jones : Gunnar
- William Zabka : Saw
- Robert Carradine : Greek
- Lori Heuring : Lucia
- Tim Abell : Riot
- Jake Busey : Backfire
- Gianni Capaldi : l'Anglais
- C. Thomas Howell : Jake
- Susie Abromeit : Sunshine
- Danny Trejo : Lexavier
- Roman Mitichyan : Ara
- Tanner Wiley : le déviant
- Andre Gordon : Ranger
- Branden Cook : Slag
- Judy Marie Durham : April